# آبی روشن (فیلم)
آبی روشن فیلم درام جاده‌ای ایرانی محصول سال ۱۴۰۲ به کارگردانی بابک خواجه‌پاشا، نویسندگی امیر ابیلی و داوود گنجوی و تهیه‌کنندگی سید محمدحسین میری است. این فیلم که اولین محصول مشترک سازمان هنری رسانه‌ای اوج و بنیاد سینمایی فارابی به‌شمار می‌رود، نخستین بار در چهل و دومین جشنوارهٔ فیلم فجر اکران شد.

## خلاصه داستان
کشف یک فیروزهٔ کمیاب، زندگی یونس را که صاحب معدن، معتمد و بزرگ شهر است، وارد مسیر مخاطره‌آمیزی می‌کند.

## بازیگران
- مهران احمدی در نقش حاج یونس
- مهران غفوریان در نقش ایوب
- سارا حاتمی در نقش ستاره
- مرتضی امینی‌تبار
- روح‌الله زمانی
- علی‌اکبر اصانلو
- کاظم هژیرآزاد
- سامان مهکویه

## سایر عوامل
سایر عوامل «آبی روشن» عبارتند از:
مجری طرح: وحید معدنی، مدیر فیلمبرداری: پیمان عباس‌زاده، تدوین: حسین جمشیدی گوهری، طراحی و ترکیب صدا: آرش قاسمی، موسیقی: فرید سعادتمند، طراح چهره پردازی: کامران خلج، مدیر صدابرداری: اشکان پورتاجی، طراح لباس: الهام ترکمن، مدیر برنامه‌ریزی: امید همتی‌فراز، انتخاب بازیگر: کیومرث مرادی، دستیار اول کارگردان: امیر رونقی، طراح جلوه‌های ویژه میدانی: ایمان کرمیان، طراحی جلوه‌های بصری: امین پهلوان‌زاده، منشی صحنه: آرزو قربانی، عکاس صحنه: صمد قربان‌زاده، تبلیغات: استودیو شهرفرنگ، طراح صحنه: امیر زاغری، مدیر تولید: سید مقصود میرهاشمی، طراح نشان: احسان حسینی، روابط‌ عمومی: علی سلمانزاده.